# 我家也有消防狗
《我家也有消防狗》是一部2007年的美國電影，由托德·賀蘭執導，喬許·哈卻森、布魯斯·格林伍德、主演。

## 演員
- 喬許·哈卻森 飾
- 布魯斯·格林伍德 飾
- 飾
- 飾
- 飾

## 外部連結
- 開眼電影網上《我家也有消防狗》的資料（繁體中文）
- 豆瓣电影上《消防犬》的資料 （简体中文）
- 时光网上《消防犬》的資料（简体中文）
- AllMovie上的资料（英文）
- 爛番茄上的資料（英文）
- Box Office Mojo上的資料（英文）
- TCM电影资料库上的资料（英文）
- Metacritic上的資料（英文）
- 互联网电影数据库（IMDb）上的资料（英文）